# Ilja Ponomarev
Ilja Vladimirovich Ponomarev (ryska: Илья́ Влади́мирович Пономарёв, ukrainska: Ілля Володимирович Пономарьов, romaniserad: Illia Ponomarovich), född 6 augusti 1975, är en rysk-ukrainsk politiker som var medlem av statsduman från 2007 till 2016. Han leder för närvarande den ”Ryska frihetslegionen”, en milisgrupp som är emot Vladimir Putins styre.
Ponomarev var den enda medlemmen av statsduman som inte röstade för den ryska gaypropagandalagen (han lade ned sin röst) och som röstade emot Rysslands annektering av Krim i mars 2014.
Efter starten av den ryska invasionen av Ukraina 2022 uppgav Ponomarev att han hade anslutit sig till Ukrainas territoriella försvarsstyrkor och han fördömde invasionen. Ponomarev stödde också sabotage i Ryssland och startade en ryskspråkig oppositionskanal vid namn Februarimorgon (ryska: Утро Февраля, romaniserad: Utro Fevralya). Han är dessutom ledare för den ”Ryska frihetslegionen” som har deltagit på Ukrainas sida i kampen mot ryska styrkor, ibland även på ryskt territorium. Gruppen består främst av ryska desertörer.